# Aksaj (rameno Donu)
Aksaj (rusky Аксай) je pravé rameno řeky Don v Rostovské oblasti v Rusku. Je 79 km dlouhé.

## Průběh toku
Zprava do něj ústí řeka Tuzlov.

## Využití
V rozsáhlém údolí řeky se pěstují melouny, dýně a nacházejí se v něm ovocné zahrady. Na řece leží město Novočerkassk.